# Aloys Müller (Philosoph)
Aloys Müller (* 11. Juli 1879 in Euskirchen; † 4. Dezember 1952 in Buschdorf bei Bonn) war ein katholischer Pfarrer und Hochschullehrer an der Universität Bonn. Seine wissenschaftliche Arbeit bewegte sich im Spannungsfeld zwischen Philosophie, Psychologie sowie Mathematik und Physik.

## Leben
Müllers Eltern waren der Ingenieur Theodor Müller und Adelheide, geb. Fassbender. Sie waren katholisch. Nach Besuch des Progymnasiums in Euskirchen und des Humanistischen Gymnasiums in Münstereifel (Abitur 1899) studierte er von 1899 bis 1903 an der Universität Bonn Katholische Theologie, ergänzt durch Studien der Philosophie, Psychologie, Mathematik und Physik. Er war Mitglied der Studentenverbindung katholischer Theologen Rhenofrankonia. Müller wurde 1903 zum Priester geweiht und als Kaplan an der Düsseldorfer Dreifaltigkeitskirche eingesetzt. 1908 nahm er das Studium der Mathematik, Philosophie, Physik und Psychologie in Bonn erneut auf; 1913 promovierte er bei Adolf Dyroff zum Thema Wahrheit und Wirklichkeit: Untersuchungen zum realistischen Wahrheitsproblem. 
Seit 1911 war Müller im Schuldienst und als Seelsorger tätig. Ab 1921 war er Pfarrer in Buschdorf bei Bonn. Im selben Jahr legte er seine Habilitationsschrift (Der Gegenstand der Mathematik mit besonderer Beziehung auf die Relativitätstheorie) vor, die von Dyroff und Gustav Wilhelm Störring wohlwollend begutachtet wurde. Nachdem er zunächst einen Lehrauftrag für Philosophie der Mathematik und exakten Naturwissenschaften erhalten hatte, wurde er im Jahr 1927 zum nicht beamteten außerordentlichen Professor an der Bonner Universität ernannt. Als Pfarrer distanzierte er sich vom nationalsozialistischen Regime und verlor deshalb 1939 seine Lehrerlaubnis. Erst nach dem Krieg, am 31. Oktober 1946, erhielt er wieder eine außerplanmäßige Professur in Bonn.

## Werk
Müller interessierte sich für Zusammenhänge zwischen Psychologie, Philosophie und den exakten Naturwissenschaften. Früh beschäftigte ihn die Einsteinsche Relativitätstheorie aus philosophischer Perspektive. Seine Einleitung in die Philosophie wurde in mehrere Sprachen übersetzt. In einem Werk zur Psychologie (Versuch einer phänomenologischen Theorie des Psychischen) entwickelte er eine Phänomenologie des Physischen, wobei er Bezug auf Carl Stumpf, Franz Brentano und Edmund Husserl nahm. Im Unterschied zur klassischen Phänomenologie versucht er sich anstelle der Beschreibung metaphysischer Vorkommen an einer naturwissenschaftlichen Begründung des Physischen.
Müller stand in der kirchlichen Auseinandersetzung der NS-Jahre gegen die Neoscholastik. Ihr gegenüber verteidigte er, der Naturwissenschaftler, sein Verständnis von wissenschaftlicher Autonomie. Außerdem wandte er sich gegen jede Form materialistischer Staatsauffassung, wie sie in seinen Augen völkische Konzepte oder der Liberalismus darstellten.
Der Bonner Hochschullehrer Jakob Barion würdigte anlässlich der Herausgabe der „Schriften zur Philosophie“, Band I durch Cornel J. Bock im Bouvier Verlag im Jahr 1967 den Philosophen Müller. In Buschdorf wurde im Jahr 2006  der Aloys-Müller-Weg nach ihm benannt.

## Veröffentlichungen (Auswahl)
- Das Problem des absoluten Raumes und seine Beziehung zum allgemeinen Raumproblem, F. Vieweg & Sohn, Braunschweig 1911
- Theorie der Gezeitenkräfte, F. Vieweg & Sohn, Braunschweig 1916
- Die Referenzflächen des Himmels und der Gestirne, F. Vieweg & Sohn, Braunschweig 1918
- Die philosophischen Probleme der Einsteinschen Relativitätstheorie: Vorlesungen an d. Universität Bonn, in: Das Problem des absoluten Raumes, F. Vieweg & Sohn, Braunschweig 1922
- Einleitung in die Philosophie, Ferdinand Dümmler, Berlin und Bonn 1925, ab der 3. Auflage als: Welt und Mensch in ihrem irrealen Aufbau: Grundzüge der Philosophie, Dümmler, Bonn 1947
- Psychologie: Versuch einer phänomenologischen Theorie des Psychischen, Dümmler, Berlin 1927
- Die Stellung des Menschen im Kosmos, Bouvier, Bonn 1941